# 小林市立三松中学校
小林市立三松中学校（こばやししりつ みまつちゅうがっこう）は、宮崎県小林市堤にある公立の中学校。

## 概要
歴史
1947年（昭和22年）の学制改革により、新制中学校として創立。現校名となったのは1950年（昭和25年）。2022年（令和4年）に創立75周年を迎えた。
校章
「マ」の字を図案化したものを3つ合わせて校名の「ミマツ」を表し、中央に「中」の文字を配している。
校歌
1954年（昭和29年）制定。作詞は長友定行、作曲は海老原直による。歌詞は4番まであり、各番の歌詞中に校名の「三松中」が登場する。
校区
- 小林市立三松小学校区[1]

## 沿革
- 1947年（昭和22年）- 学制改革が行われる（六・三制の実施）。
  - 4月1日 - 国民学校の初等科が、新制小学校「小林町立三松小学校」に改組・改称。
  - 4月30日 - 新制中学校の設置が認可される。
  - 5月8日 - 国民学校の高等科は、青年学校の普通科とともに、新制中学校「小林町立三松中学校」に改組・改称。小林町内中学校6校の合同開校式が小林町立小林小学校で開催される。学級数5、生徒数188名（男子93名・女子95名）。
- 1948年（昭和23年）
  - 3月31日 - 青年学校が廃止される。
  - 4月 - 新校舎が完成。
  - 7月 - PTAを設立。
  - 10月 - 門柱を建立。
- 1950年（昭和25年）4月1日 - 小林町の市制施行により、「小林市立三松中学校」（現校名）に改称。
- 1954年（昭和29年）3月 - 校歌と校を制定。
- 1960年（昭和35年）8月 - 新校舎が完成。
- 1965年（昭和40年）2月 - 体育館が完成。
- 1966年（昭和41年）12月 - 技術室が完成。
- 1968年（昭和43年）2月 - 家庭科室が完成。
- 1972年（昭和47年）
  - 4月 - 新校舎が完成。
  - 9月 - プールが完成。
- 1975年（昭和50年）3月 - 運動場を整地。
- 1981年（昭和56年）3月 - 新校舎（普通教室2・美術室・理科室）が完成。
- 1984年（昭和59年）3月 - 新校舎（視聴覚室・教材室・相談室・特別活動室）が完成。
- 1991年（平成3年）2月 - 新校舎（4教室）が完成。
- 1993年（平成5年）3月 - 新校舎（技術室・コンピュータ室）が完成。
- 1998年（平成10年）2月7日 - 開校50周年記念式典を挙行。
- 2002年（平成14年）3月 - 新校舎（本館管理棟）が完成。
- 2011年（平成23年）3月 - 新体育館が完成。

## アクセス
最寄りの鉄道駅
- JR九州 吉都線・えびの高原線「広原駅」

最寄りのバス停
- 宮崎交通バス 「三松中学校前」停留所

最寄りの幹線道路
- 国道221号

## 周辺
- 小林市立三松小学校
- 三松簡易郵便局
- 三松公民館
- 小林警察署堤交番